# Telicomys
Telicomys is een monotypisch geslacht van uitgestorven zoogdieren uit de Solimõesformatie, Brazilië, Zuid-Amerika, dat voorkwam van het Laat-Mioceen tot het Vroeg-Plioceen.

## Beschrijving
Dit knaagdier woog ongeveer tweehonderd tot vijfhonderd kilogram. Met een lengte van meer dan twee meter bij Telicomys gigantissimus, bevat het geslacht twee of drie van de grootste knaagdieren die ooit hebben geleefd, samen met Phoberomys, Josephoartigasia en de gigantische bever. Het maakt deel uit van dezelfde Zuid-Amerikaanse spreiding van knaagdieren als zowel Phoberomys als de huidige capibara, het grootste nog levende knaagdier, met een lengte tot 1,35 meter. De meest nabije verwant aan Telicomys is de pacarana. De naam is afgeleid van het Grieks τηλικος + μυς = 'een muis [= knaagdier] van zo'n grootte'. Het was een in holen levend dier met een krachtige staart en korte poten, die bezet waren met klauwen.

## Vondsten
Resten van dit dier werden gevonden in Zuid-Amerika.